# Why (EP)
Why es el segundo EP de la cantante surcoreana Taeyeon, lanzado por S.M. Entertainment el 28 de junio de 2016. 

## Antecedentes y lanzamiento
El 17 de junio de 2016, fue anunciado que Taeyeon lanzaría su segundo miniálbum titulado Why. Tres días después, se dijo que el cantante surcoreano, Dean, participaría en una de las canciones del álbum y al día siguiente, se reveló que Hyoyeon, compañera de grupo de Taeyeon, también colaboraría en la pista «Up & Down».

## Promoción
Se programó para que Taeyeon cantara las canciones del álbum en programas de televisión de música de Corea del sur el 1 de julio de 2016. Su primera gira de conciertos titulada «Butterfly Kiss» se celebrará en Seúl y Busan en julio y agosto de 2016 respectivamente.

## Sencillos
El primer sencillo de Why, «Starlight», Taeyeon colaboró con el cantante Dean, y el vídeo musical fue lanzado el 25 de junio de 2016, tres días antes del lanzamiento del EP. El segundo sencillo titulado «Why» y el vídeo musical se lanzó el mismo día que el álbum.

## Listas de canciones
| N.º | Título                          | Letras                               | Música                                                                                            | Duración |  |
| 1.  | «Why»                           | Jo Yoon-kyung                        | LDN Noise, Lauren Dyson, Rodnae "Chikk" Bell                                                      | 3:27     |  |
| 2.  | «Starlight» (featuring Dean)    | Lee Seu-ran                          | Jamil "Digi" Chammas, Taylor Mckall, Tay Jasper, Adrian McKinnon, Leven Kali, Sara Forsberg, MZMC | 3:43     |  |
| 3.  | «Fashion»                       | Kim In-hyung                         | LDN Noise, Marissa Shipp, Brittany Mullen                                                         | 3:12     |  |
| 4.  | «Hands on Me»                   | Yorkie, Ryu Woo                      | Harvey Mason Jr., Damon Thomas, Dewain Whitmore, Michael "Mike J" Jiminez                         | 3:48     |  |
| 5.  | «Up & Down» (featuring Hyoyeon) | Lee Seu-ran, Jam Factory, Kim Min-ji | Ylva Dimberg, Herbie Crichlow, Hayden Chapman, Greg Bonnick                                       | 2:53     |  |
| 6.  | «Good Thing»                    | Jung Joo-hee                         | LDN Noise, Alice Sophie Penrose, Carolyn Jordan                                                   | 2:57     |  |
| 7.  | «Night»                         | Ryu Woo, Yorkie                      | Im Kwang-wook, Ryan Kim, Chase, Amanda Moseley                                                    | 3:13     |  |

## Historial de lanzamiento
| Región        | Fecha               | Formato              | Discográfica                 |
| ------------- | ------------------- | -------------------- | ---------------------------- |
| Corea del Sur | 28 de junio de 2016 | CD, descarga digital | S.M. Entertainment, KT Music |
| Todo el mundo | 28 de junio de 2016 | Descarga digital     | S.M. Entertainment           |